# Offemont
Offemont (Duits: Offemundt) is een gemeente in het Franse departement Territoire de Belfort (regio Bourgogne-Franche-Comté). In het Elzassisch of het Duits heette de plaats vroeger Offemundt. Offemont telde op 1 januari 2022 4.054 inwoners.
De gemeente maakt deel uit van het arrondissement Belfort en sinds 22 maart 2015 van het kanton Valdoie. Daarvoor was het de hoofdplaats van het kanton Offemont, dat op die dag opgeheven werd.

## Geschiedenis
De plaats werd voor het eerst vermeld in 1324. Tot 1648 werd Offemont bestuurd vanuit Pérouse. Na de aanhechting van de streek bij Elzas en Frankrijk werd Offemont een zelfstandige gemeente, maar geen zelfstandige parochie. Dit gebeurde pas in 1847.
De steengroeven van Offemont leverden eeuwenlang de roze zandsteen voor kerken en andere gebouwen in de streek. In 1913 kreeg Offemont een station op de spoorlijn Belfort - Rougemont-le-Château. Deze lijn sloot in 1948.

## Geografie
De oppervlakte van Offemont bedroeg op 1 januari 2022 5,55 vierkante kilometer; de bevolkingsdichtheid was toen 730,5 inwoners per km².
Het westelijk deel van de gemeente vormt een stedelijk gebied met Belfort terwijl in het oosten het verstedelijkte oude dorpscentrum ligt.
De onderstaande kaart toont de ligging van Offemont met de belangrijkste infrastructuur en aangrenzende gemeenten.

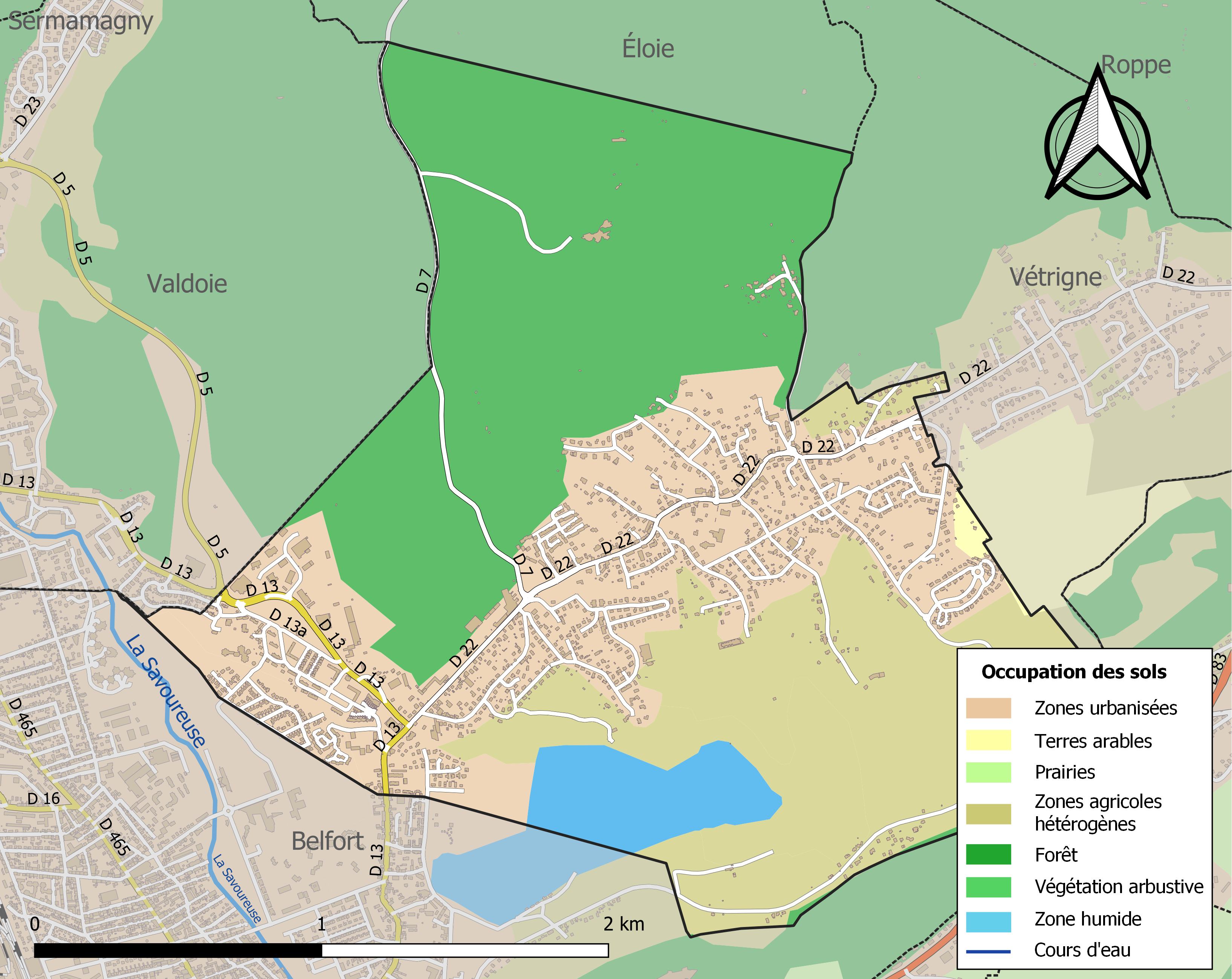

## Demografie
Onderstaande figuur toont het verloop van het inwonertal (bron: INSEE-tellingen).

## Bezienswaardigheden
- Kerk Saint-Augustin (19e eeuw)

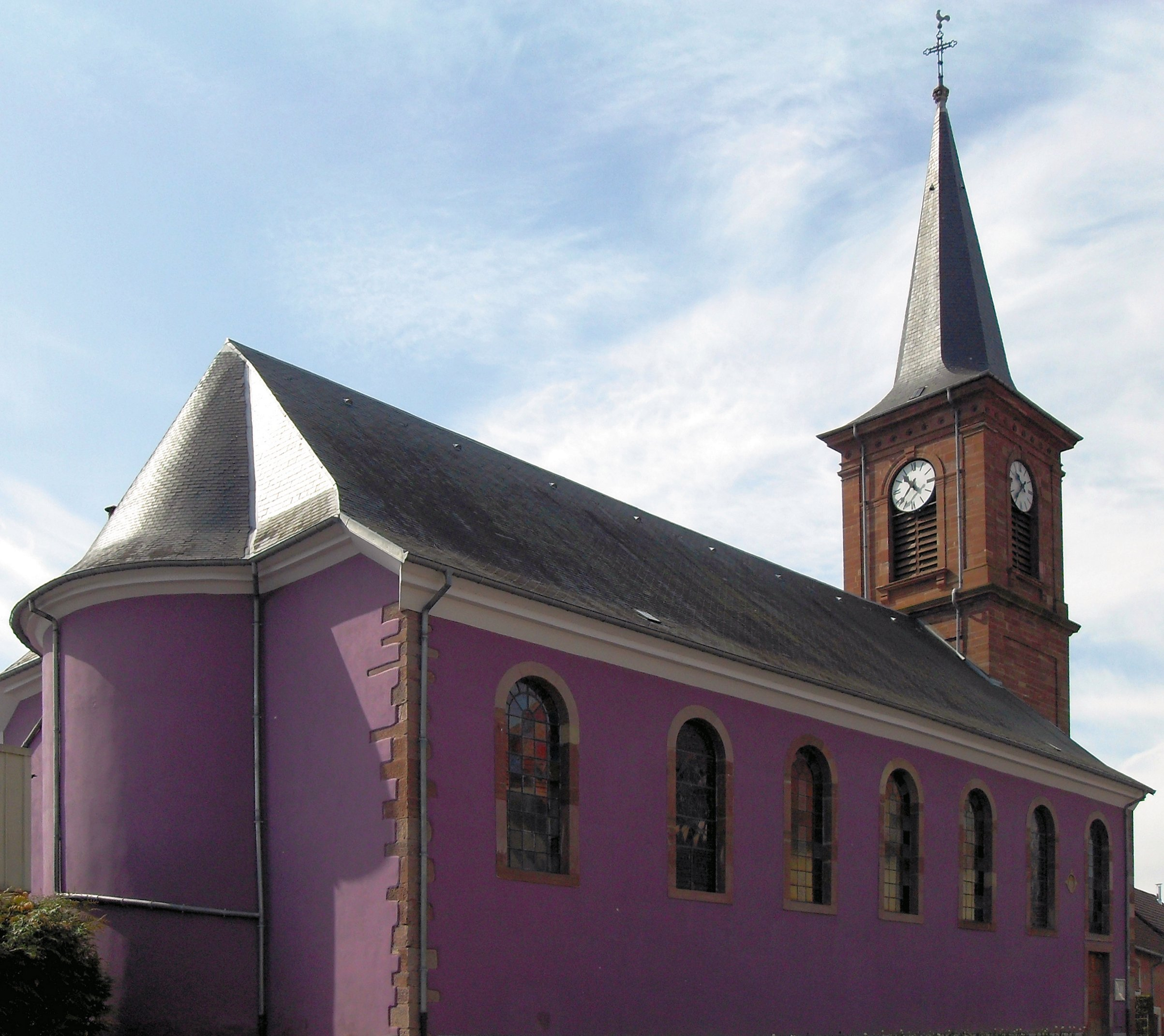
Kerk Saint-Augustin

- Resten van een fanum (Gallo-Romeins heiligdom) uit de 1e eeuw